# Songbird (filme)
Songbird (bra: Isolados: Medo Invisível) é um filme americano de suspense romântico e ficção científica baseado na pandemia do COVID-19 e dirigido por Adam Mason, que co-escreveu o roteiro com Simon Boyes, e produzido por Michael Bay, Adam Goodman, Andrew Sugerman e Eben Davidson. O filme é estrelado por KJ Apa, Sofia Carson, Craig Robinson, Bradley Whitford, Peter Stormare, Alexandra Daddario, Paul Walter Hauser e Demi Moore.
O filme foi lançado por vídeo sob demanda em 11 de dezembro de 2020 pela STXfilms.

## Premissa
Durante um confinamento pandêmico, um jovem deve superar a lei marcial, vigilantes assassinos e uma família poderosa e bem conectada, para se reunir com seu amor.

## Elenco
- KJ Apa como Nico
- Sofia Carson como Sara
- Craig Robinson
- Peter Stormare
- Alexandra Daddario
- Demi Moore como Piper Griffin
- Paul Walter Hauser
- Bradley Whitford
- Ethan Josh Lee como Giffords
- Lia McHugh como Emma Griffin
- Michole Briana White como Alice

## Produção
Em 19 de maio de 2020, foi relatado que Michael Bay, Adam Goodman e Eben Davidson produziriam um filme sobre a pandemia de COVID-19 em andamento, intitulado Songbird. Adam Mason, que co-escreveu o roteiro com Simon Boyes, foi escalado para dirigir.
Em junho de 2020, Demi Moore, Craig Robinson, Peter Stormare e Paul Walter Hauser foram escalados. Em julho, Bradley Whitford, Jenna Ortega, KJ Apa e Sofia Carson se juntaram ao elenco.
O elenco foi treinado remotamente na preparação para a filmagem.

### Filmagens
A produção principal começou em 8 de julho de 2020, em Los Angeles, Califórnia. As gravações foram inicialmente interrompidas por SAG-AFTRA, que concedeu a permissão de produção para prosseguir um dia depois. O filme foi finalizado em 3 de agosto de 2020.

## Lançamento
Em agosto de 2020, a STX Entertainment adquiriu os direitos de distribuição do filme.
A crítica e o público reagiram mal ao trailer do filme, com críticas direcionadas à produção e ao momento de lançamento devido à pandemia de COVID-19 em curso, bem como à romantização do tema; comparando-o desfavoravelmente com Romeu e Julieta.
O filme foi lançado em 11 de dezembro de 2020.

## Recepção
No site do agregador de resenhas Rotten Tomatoes, o filme tem uma classificação de aprovação de 16% com base em 19 resenhas, com uma classificação média de 3,5/10. No Metacritic, o filme tem uma pontuação média ponderada de 31 de 100, com base em seis críticos, indicando "críticas geralmente desfavoráveis".
Alonso Duralde, do TheWrap, escreveu "Não é inerentemente errado usar uma tragédia atual como ponto de partida de um filme de gênero, mas qualquer cineasta que decida fazer isso deve criar algo provocativo ou interessante ou pelo menos competente para justificá-lo." Escrevendo para o IndieWire, David Ehrlich deu ao filme um "D" e disse: "Apesar de todo o seu apelo enigmático, Songbird'¿ é ruim o suficiente para que toda a sua vizinhança seja capaz de sentir o cheiro dele transmitindo pela sua TV, e fica pior mais rápido do que seu nariz pode se ajustar ao fedor."